# Chilebalta angulipes
Genre
Espèce
Chilebalta angulipes, unique représentant du genre Chilebalta, est une espèce d'opilions laniatores de la famille des Gonyleptidae.

## Distribution
Cette espèce est endémique de la région des Lacs au Chili. Elle se rencontre sur l'île de Chiloé.

## Description
Le mâle holotype mesure 7 mm.

## Publication originale
- Roewer, 1961 : « Opiliones aus Süd-Chile. » Senckenbergiana biologica, vol. 41, p. 99–105.